# RTLS
RTLS (сокр. от англ. Real-time Locating Systems — система позиционирования в режиме реального времени) — автоматизированная система, обеспечивающая идентификацию, определение координат, отображение на плане местонахождения контролируемых объектов в пределах территории, охваченной необходимой инфраструктурой. RTLS накапливает, обрабатывает и хранит информацию о местонахождении и перемещениях людей, предметов, мобильных механизмов и транспортных средств с целью мониторинга технологических и бизнес-процессов, сигнализации об отклонениях от регламентов, а также с целью ретроспективного анализа тех или иных процессов и ситуаций.

## Основные характеристики
К основным характеристикам RTLS можно отнести:
- Точность позиционирования — точность определения координат контролируемого объекта. Для различных технологий RTLS характерная точность позиционирования составляет от нескольких десятков метров (для WiFi) до нескольких сантиметров (для ультразвуковых).
- Достоверность позиционирования — в реальных условиях точность позиционирования в значительной мере зависит от влияния помех и многолучевого затухания (отраженных сигналов), поэтому говоря о точности позиционирования RTLS обычно указывают и вероятностную характеристику достоверности. Например, «точность позиционирования 1 метр с достоверностью 90 %», то есть точность для погрешности в 1 м будет обеспечиваться в 90 % измерений.
- Периодичность опроса — для обеспечения позиционирования в режиме реального времени промежуток времени между замерами должен быть таким, чтобы объект, двигаясь с характерной для него скоростью, успевал проходить расстояние не больше удвоенной точности позиционирования. Например, чтобы обеспечить позиционирование в реальном времени с точностью один метр человека, имеющего характерную скорость передвижения 1,5 метра в секунду (5,4 км/час), замеры надо проводить с периодичностью не менее одного раза каждые 1,3 секунды. Это позволяет строить достаточно точные для практических целей траектории движения объекта даже при резких изменениях скорости и направления движения.

Важное значение имеют также:
- надёжность и живучесть (способность самовосстанавливаться при выходе из строя любого узла);
- малые габариты и вес, а также низкое энергопотребление меток (с целью экономии заряда аккумуляторов).

### Состав
В состав большинства типов RTLS обычно входят:
- Активная метка RTLS — радиоэлектронное устройство, которые прикрепляются к контролируемым объектам и взаимодействуют со считывателями RTLS. Считыватели получают сигнал от активных меток и, решая триангуляционную задачу, определяют координаты объекта.
- Инфраструктура RTLS — базовые станции - оборудование, обеспечивающее реперные точки с фиксированными координатами, объединенные сетью передачи данных и в некоторых типах RTLS - сетью синхронизации. Базовая станция (БС) — устройство, которое взаимодействует с метками в процессе определения координат последних. Базовые станции имеют фиксированные координаты, относительно которых определяются координаты меток.  Базовые станции располагаются так, чтобы в любой точке контролируемой территории метка могла «видеть» минимум три  базовые станции.
- Серверное программное обеспечение — программное обеспечение, обеспечивающее управление процессом измерений, расчет координат объектов, обработку и накопление данных.

### Методы позиционирования
Метки в RTLS позиционируются относительно  базовых станций с известными координатами.
Координаты вычисляются посредством:
- трилатерации — вычисления координат по результатам измерения расстояния от метки до трех БС,
- мультилатерации (также известной как гиперболическое позиционирование) — вычисления координат по результатам измерения расстояний от метки до трех или более БС
- триангуляции — вычисления координат путём измерения углов направления от метки к трем БС.

Для повышения точности и достоверности позиционирования используются сложные алгоритмы, учитывающие наличие препятствий, ограничителей движения (стен, барьеров), аттракторов (удобных, оказывающих наименьшее сопротивление путей), также в метки может быть интегрирована инерциальная система навигации.

### Суть процесса
Контролируемые системой объекты — люди, оборудование, транспортные средства, подвижные механизмы, инструменты, грузы, ценные и опасные предметы и др. снабжаются метками RTLS.
Контролируемая системой территория оборудуется инфраструктурой RTLS.
В процессе работы метки обмениваются с входящими в инфраструктуру БС пакетами данных и в ходе обмена измеряют расстояния до них (или углы направления на БС) .
Серверное программное обеспечение:
- вычисляет координаты меток;
- накапливает полученные данные;
- сигнализирует о нахождении объектов в заданных или запрещенных зонах, движении объектов по заданным маршрутам или отклонении от них, нарушениях скоростного режима;
- визуально отображает на экранах операторов местонахождение выбранных объектов и траектории их движения за заданный отрезок времени.

### Области применения
RTLS используются в самых разных отраслях экономики и сферах деятельности. От мониторинга пациентов, персонала, лекарств и оборудования в клиниках — до контроля местонахождения инструментов, сборочных единиц и рабочих на конвейере. От поиска пострадавших при чрезвычайных ситуациях — до наблюдения за животными при их свободном содержании для выявления заболевших. Наиболее широкое применение RTLS нашли в медицине, промышленности, газо- и нефтедобыче, энергетике, строительстве, на транспорте и в логистике. Основное направление использования — оптимизация и контроль технологических и бизнес-процессов.
Разнообразие областей применения и направлений использования породили разнообразие технологий RTLS.

### Технологии RTLS
Среди используемых технологий можно выделить следующие основные группы:
- радиочастотные технологии,
- спутниковые технологии навигации и позиционирования (ГНСС),
- технологии локального позиционирования (инфракрасные и ультразвуковые),
- радиочастотные метки — RFID

Радиочастотные технологии, в свою очередь, делятся на так или иначе приспособленные для измерения расстояний стандартные технологии передачи данных (Wi-Fi, Bluetooth) и на специализированные, которые, исходя из физических свойств модуляции, наилучшим образом подходят для измерения расстояний (CSS/ISO24730-5, UWB, ISO24730-2, NFER и другие).
К технологиям позиционирования можно отнести также ранжирование абонентов сотовых сетей по факту их подключения к конкретной базовой станции с целью предоставления «районированных» услуг и специализированные технологии позиционирования в сотовых сетях с использованием специально оборудованных базовых станций.